# Thần dược
Thần dược (tiếng Anh: The Substance) là một bộ phim điện ảnh thuộc thể loại kinh dị – châm biếm – tâm lý – giật gân ra mắt vào năm 2024 do Coralie Fargeat viết kịch bản, đạo diễn, đồng biên tập và đồng sản xuất. Với sự tham gia diễn xuất của các diễn viên chính gồm Demi Moore, Margaret Qualley và Dennis Quaid, tác phẩm theo chân Elisabeth Sparkle – một minh tinh hết thời đã mạo hiểm sử dụng một loại thuốc thần dược tại chợ đen nhằm tạo ra một phiên bản trẻ hơn của cô, song điều này lại đẩy cả hai vào những diễn biến tâm lý khó lường khi thần dược tác dụng.
Là sản phẩm hợp tác giữa Anh, Mỹ và Pháp, tác phẩm được công chiếu toàn quốc lần đầu vào ngày 19 tháng 5 năm 2024 tại liên hoan phim Cannes lần thứ 77, nơi Fargeat giành giải Cannes cho kịch bản xuất sắc nhất. Phim được ra mắt tại các rạp phim ở Anh và Mỹ vào ngày 20 tháng 9, tại Pháp vào ngày 6 tháng 11, và tại Việt Nam vào ngày 1 tháng 11 cùng năm. Sau khi ra mắt, tác phẩm nhận về những lời khen từ giới chuyên môn và là một thành công về mặt doanh thu khi thu về 77–82 triệu USD từ kinh phí sản xuất 18 triệu USD. Với việc gặt hái thành công cả về chuyên môn lẫn thương mại, tác phẩm nhận được nhiều giải thưởng cao quý, bao gồm việc giành được giải Oscar cho Hóa trang xuất sắc nhất và đề cử cho các hạng mục Kịch bản gốc xuất sắc nhất, Đạo diễn xuất sắc nhất và Phim hay nhất. Màn trình diễn xuất sắc của Moore đã giúp cô giành được giải Quả cầu vàng, giải Critics' Choice và giải SAG, cũng như được đề cử giải Oscar cho nữ diễn viên chính xuất sắc nhất.

## Nội dung
Elizabeth Sparkle là một minh tinh hết thời đang làm huấn luyện viên aerobic trên một chương trình truyền hình. Dù sắc vóc vượt trội hơn chị em cùng trang lứa, song Elizabeth vẫn phải chịu thua trước tuổi tác khi bị yêu cầu nghỉ việc. Không chịu đầu hàng trước thời gian nghiệt ngã, cô tìm đến một thần dược bí ẩn được trưng bày ngoài chợ đen nhằm níu giữ chút hoàng kim của kiếp người nổi tiếng. Kết quả là thứ thần dược này sản sinh ra Sue – một bản thể trẻ trung và xinh đẹp hơn, với điều kiện được đưa ra là cả hai sẽ không thể chung sống cùng lúc; bên cạnh đó thì sự cân bằng của cả hai luôn phải được duy trì, cơ thể con tỉnh dậy thì thân xác mẹ phải "ngủ đông", sau đó cả hai sẽ hoán đổi vị trí sau bảy ngày. 
Trong suốt quá trình, Sue phải liên tục tiêm dưỡng dưỡng chất nuôi Elizabeth trong bảy ngày, đồng thời sử dụng dịch tủy của cơ thể gốc để tránh mục rữa, qua đó cô trở thành ngôi sao mới của Hollywood nhờ vẻ đẹp rực rỡ và nóng bỏng. Tuy nhiên, những suy nghĩ và cảm xúc độc lập trong con người Sue đã khiến cho phiên bản này đôi lúc có những hành động tự hủy gây không ít ảnh hưởng tới mạng sống của Elisabeth. Kể từ đây, dục vọng và nỗi ám ảnh về cái đẹp trong tâm trí Sue đã tạo tiền đề cho việc mở ra cuộc đua sắc đẹp với thời gian vô cùng đẫm máu.

## Diễn viên
- Demi Moore trong vai Elisabeth Sparkle
- Margaret Qualley trong vai Sue
- Dennis Quaid trong vai Harvey
- Edward Hamilton Clark trong vai Fred
- Gore Abrams trong vai Oliver
- Oscar Lesage trong vai Troy
- Christian Erickson trong vai người đàn ông tại buổi dạ tiệc
- Robin Greer trong vai nam điều dưỡng
- Tom Morton trong vai nam bác sĩ
- Hugo Diego Garcia trong vai Diego
- Phillip Schurer trong vai người đàn ông la hét
- Yann Bean lồng tiếng vai "thần dược"
- Joseph Balderrama trong vai Craig Silver (không được ghi nhận)